# CSETI

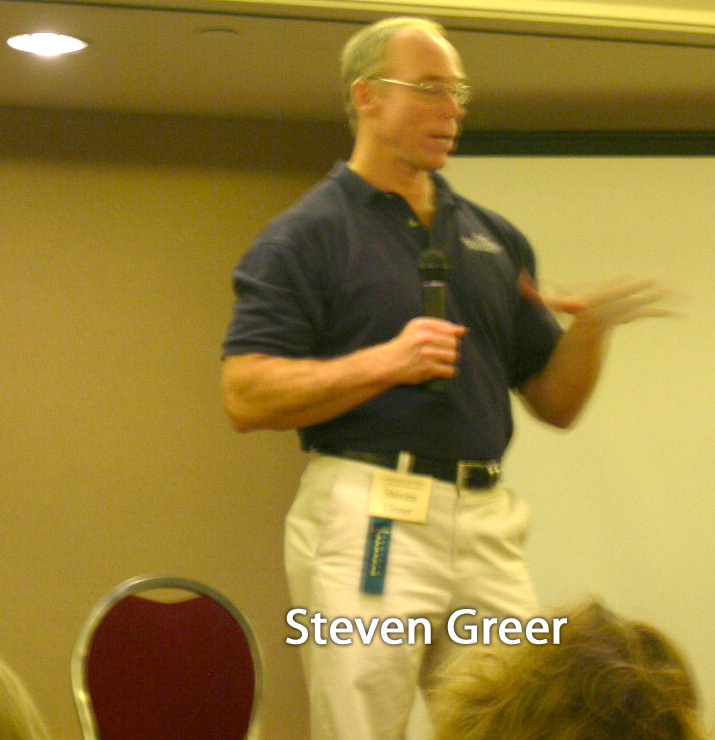
Steven Greer

El Centre per l'Estudi d'Intel·ligència Extraterrestre (en anglès Center for the Study of Extraterrestrial Intelligence, CSETI) és una organització sense ànim de lucre dedicada a la comprensió d'intel·ligència extraterrestre. Va ser fundada el 1990 pel doctor Steven M. Greer, que també és el director de l'organització. CSETI és un esforç de tot el món que se centra en la col·locació d'equips de recerca en l'àmbit on els OVNIs estan produint gran activitat aèria i em realitzar una recerca amb els equips de guia electrònics en llocs específics amb la finalitat d'iniciar la comunicació amb la intel·ligència extraterrestre. Els protocols de comunicació inclouen l'ús de so, senyals de llum i telepatia (consciència). La consciència o la telepatia és la principal manera utilitzada pels equips de recerca qualificats per iniciar el contacte amb la intel·ligència extraterrestre.